# Курейская ГЭС
Куре́йская ГЭС — гидроэлектростанция, расположенная в Туруханском районе Красноярского края, на реке Курейке, правом притоке реки Енисей, в 101 км от устья, 40 км севернее полярного круга, возле поселка Светлогорск.

## Общие сведения
Курейская ГЭС входит в состав Норильско-Таймырской энергосистемы, технологически изолированной от Единой энергетической системы России. Оперативно-диспетчерское управление осуществляет АО «Норильско-таймырская энергетическая компания», непосредственное управление электроэнергетическим режимом работы осуществляет объединенная диспетчерская служба — ОДС.
Строительство Курейской ГЭС осуществлялось в период 1975—2002 гг.
Основным видом деятельности является производство электрической энергии.
Установленная мощность Курейской ГЭС 600 МВт, проектная среднегодовая выработка — 2,62 миллиардов кВт·ч. В машинном зале установлено пять гидроагрегатов по 120 МВт каждый, радиально-осевые турбины типа РО75/728б-ВМ-510 и гидрогенераторы типа СВ 1130/140-48УХЛ4. Пропускная способность одного агрегата при полной загрузке и расчетном напоре 57 м — 234 м3/с, пяти агрегатов —1170 м3/с.
На трансформаторной площадке вдоль машинного зала со стороны нижнего бьефа установлены 5 повышающих трансформаторов типа ТЦ-160000/220/13,8кВ и два трансформатора собственных нужд типа ТДНС-10000/35кВ.
Гидрогенераторы работают в блоке с трансформаторами. Мощность с блоков генератор-трансформатор выдается на шины открытого распределительного устройства (ОРУ) 220 кВ, выполненного по полуторной схеме.

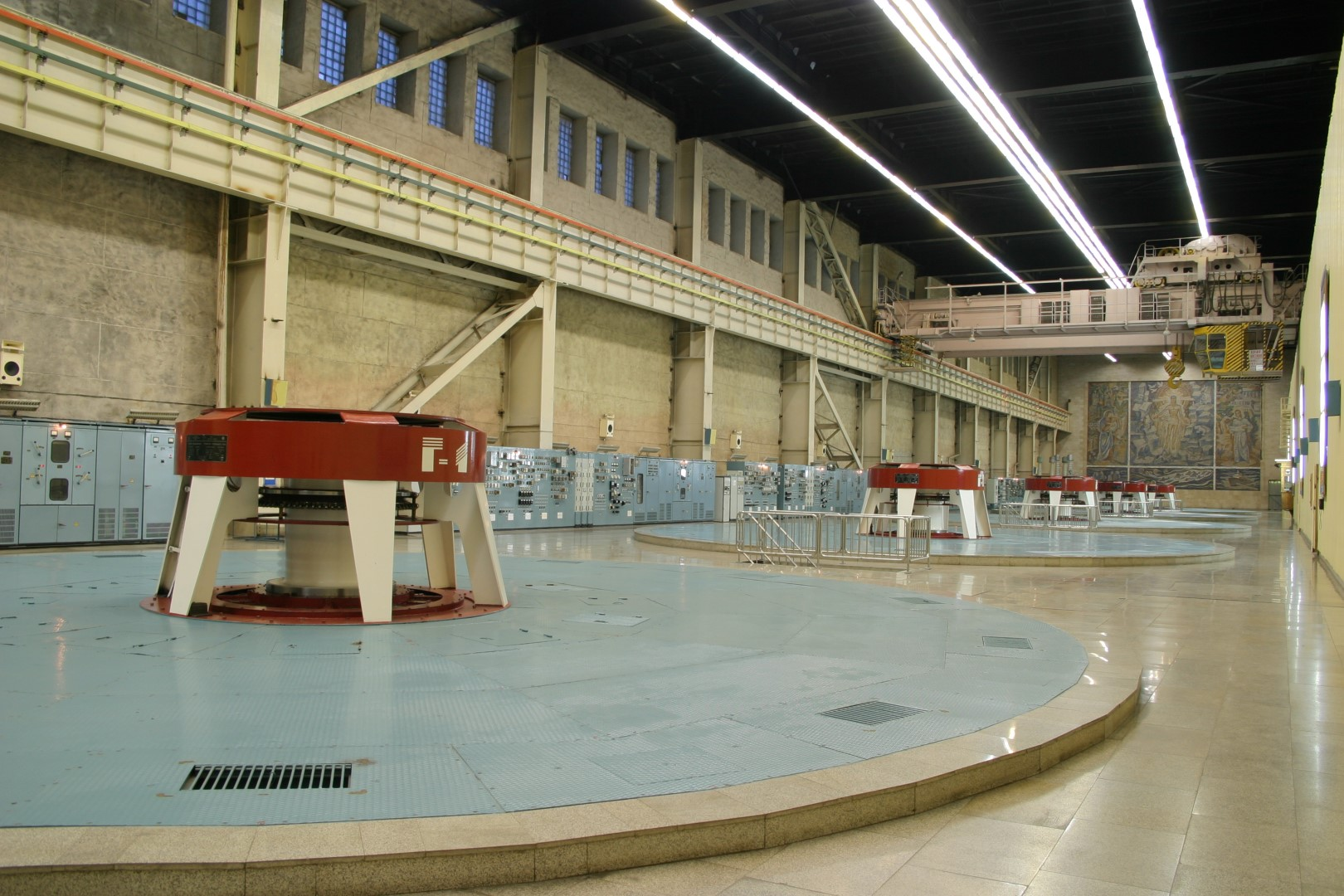
Машинный зал Курейской ГЭС

Мощность с шин ОРУ 220 кВ выдается в сеть 220 кВ по 5 воздушным линиям электропередачи 220 кВ.
Ниже Курейской ГЭС планировалось строительство её контррегулятора — Нижне-Курейской ГЭС мощностью 150 МВт.
Курейская ГЭС спроектирована институтом «КрасноярскГидропроект».

## Конструкция Курейской ГЭС

### Гидротехнические сооружения

#### Состав гидротехнических сооружений Курейской ГЭС
- водоприемник здания ГЭС с глубинным водозабором, имеющий 5 входных отверстий размером 15×15 м, переходящих в напорные водоводы;
- напорные водоводы (5 шт.) — туннельные, с железобетонной обделкой и стальной облицовкой на концевом участке, диаметром 7 м. Выполнены в скальном массиве долеритов между водоприемником и выемкой под здание ГЭС;
- здание ГЭС прислонного типа. Подводная часть здания длиной 171 м, шириной 40 м, высотой 29,1 м разрезана температурными швами на 5 агрегатных секций и секцию монтажной площадки;
- поверхностный водосброс длиной по гребню 88,8 м, шириной по гребню 32,8 м, состоящий из 4 секций и располагающийся на левобережном участке р. Курейки;
- русловая каменно-земляная плотина с центральным грунтовым ядром длиной по гребню 1 641,44 м, шириной по гребню от 10 до 20 м, максимальной высотой от подошвы ядра 79 м;
- левобережная каменно-земляная плотина максимальной высотой от подошвы экрана 25 м, длиной по гребню 1 096 м, шириной по гребню от 7 до 15 м;
- правобережные каменно-земляные плотины во II и III понижениях. Во II понижении максимальная высота плотины от подошвы плотины составляет 38,3 м, длина по гребню — 643,7 м, ширина по гребню — от 8 до 12 м. В III понижении максимальная высота плотины от дна котлована составляет 17 м, длина по гребню — 721 м, ширина по гребню — от 8,5 до 15,5 м;
- строительный туннель был предназначен для пропуска воды в период строительства, размещен на левом берегу р. Курейки. Общая длина туннельного водосброса 676 м, в том числе: подводящего канала — 244 м, туннеля — 220 м, отводящего канала — 212 м.

Протяженность сооружений напорного фронта составляет 4 102 м.
Гидротехнические сооружения Курейской ГЭС относятся ко II классу.

#### Водохранилище
Курейское водохранилище образовалось после ввода в эксплуатацию в 1987 г. первого агрегата Курейской ГЭС.
Площадь зеркала водохранилища при НПУ 95 м составляет 558 км2. Полезный объем водохранилища составляет 7,3 км3.
Водный режим р. Курейка в естественных условиях характеризуется ясно выраженным весенним половодьем, низким стоком зимой и незначительными летне-осенними дождевыми паводками.
Основные характеристики Курейского водохранилища:
| Наименование характеристики                                | Значение    |
| Нормальный подпорный уровень (НПУ)                         | 95,00 м БСВ |
| Уровень мертвого объема (УМО)                              | 75,00 м БСВ |
| Форсированный подпорный уровень (ФПУ) обеспеченностью 0,1% | 95,60 м БСВ |
| Площадь зеркала при НПУ                                    | 558 км2     |
| Площадь зеркала при УМО                                    | 211 км2     |
| Полный объем при НПУ                                       | 9962 млн.м3 |
| Мертвый объем при УМО                                      | 2662 млн.м3 |

## Климат
Климат района расположения Курейской ГЭС отличается резкой континентальностью. Максимальная амплитуда колебания температуры воздуха по данным многолетних наблюдений составляет 110 оС. Среднемесячная температура воздуха в летний период составляет 12—16оС, в зимнее время — минус 28—32оС. Абсолютный минимум — минус - 61оС, максимум — плюс 38 оС. Самым холодным месяцем является январь, среднемесячная температура которого минус 40 оС. Самым теплым месяцем является июль, среднемесячная температура которого +16 оС. Устойчивые морозы начинаются в конце октября, а заканчиваются в середине апреля. Период морозов длится в среднем 200 дней, безморозный период — 85 дней. Переход среднесуточной температуры воздуха через 0 оС происходит в середине третьей декады мая и в начале первой декады октября.
Среднегодовое количество осадков составляет по территории бассейна от 700 до 500 мм. В зимний период выпадает около 60% годовой суммы осадков (260—460 мм). За теплый период, при общей продолжительности ливневых дождей в июле—августе 60—160 часов, выпадает около 180—280 мм осадков. Минимум осадков приходится на февраль (30 мм), максимум — на октябрь (80—90 мм). Снежный покров появляется в конце сентября, сход снега происходит в первой половине июня. Максимальная высота снежного покрова на открытых участках 1,5 м, в лесу — 2,0 м. Число дней с твердыми осадками составляет 110—140, с жидкими — 60 и смешанными осадками — 10—15.
Распределение гололеда и изморози в данном районе характеризуется крайней неравномерностью, как по повторяемости этих явлений, так и по интенсивности. Сложный характер распределения этих явлений связан с рельефом, высотой местности и незамерзающим руслом р. Курейки в нижнем бьефе ГЭС.
В бассейне реки преобладают ветры северо-восточного и северо-северо-восточного направления. В переходные периоды преобладает ветер юго- юго-западного направления.

## Экология

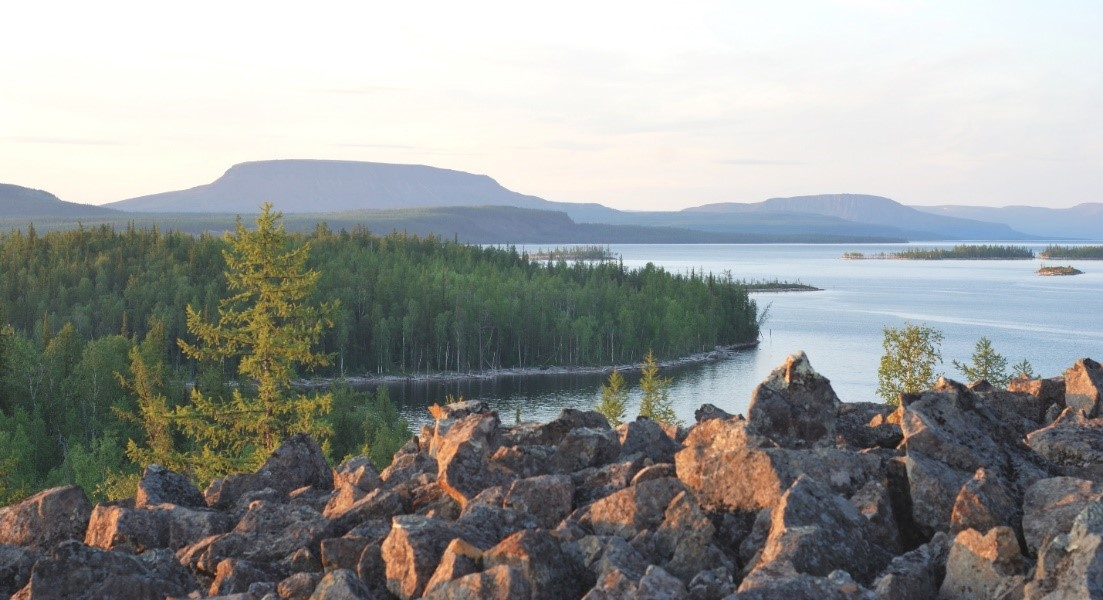
Курейское водохранилище

Водохранилище Курейской ГЭС обеспечивает годовое регулирование стока воды и в результате чего осуществляется ежегодная смена воды в нем от отметки мертвого объема 75,0 м до уровня верхнего бьефа 95,0 м, предотвращается образование застоя и «цветения» воды. Максимальная расчетная высота волны в водохранилище 1,85 м. Срок заиления водохранилища по проекту до отметки 56 м (порог водоприемника) 610 лет, до УМО (75 м) 3400 лет.
Водохранилище Курейской ГЭС является типичным олиготрофным водоемом с низкой температурой воды, большими глубинами в период весенне-летнего наполнения и сильной сработкой уровня зимой, замедленными процессами разложения затопленной растительности и образования продуктивного илистого ложа.
Экономическая ценность биоразнообразия затопленной территории под ложем водохранилища не значительна:
- в зоне затопления водохранилищем Курейской ГЭС, редких исчезающих, а также особенно ценных в хозяйственном отношении обитающих только на этой территории зверей и птиц, не имелось;
- звери и птицы, которые исчезли в связи с затоплением свойственных для их обитания гнездовий и биотопов, сохранились в достаточном количестве на прилегающей территории, которая не подверглась затоплению;
- в зоне затопления в период осенней и весенней миграций проходило не большое количество тундрового, дикого северного оленя. Но сроки миграций совпадают с наличием прочного ледового покрова на водохранилище (конец сентября, апрель). Поэтому создание водохранилища не оказало отрицательного воздействия на мигрирующих оленей;
- каких-либо специальных, экстренных и дорогостоящих мероприятий, связанных с охраной животных в период наполнения водохранилища не требовалось;
- в период затопления ложа водохранилища в значительном количестве погибли только мелкие млекопитающие, в основном мышевидные грызуны и землеройки, которые не имеют хозяйственного или экономического значения. Более крупные, ценные в хозяйственном отношении млекопитающие, иммигрировали из зоны затопления в период подготовки и с началом затопления, вследствие исчезновения свойственных для них стаций;

Сброс воды в водохранилище производится через гидротурбины, водосбросные сооружения, все виды утечек и фильтрации в створе гидроэлектростанции. Сбрасываемые воды являются нормативно-чистыми.
По результатам гидрохимических, микробиологических и гидробиологических исследований вода Курейского водохранилища на всем его протяжении в открытый период года имеет благоприятные химические, физические и биологические показатели, оценивается, как чистая и может быть использовала различными потребителями.
Осуществление санитарных попусков. По эмпирическим кривым обеспеченности минимальных среднесуточных летних и зимних расходов р. Курейки в нижнем бьефе ГЭС определены санитарные попуски в размере минимального суточного зарегулированного расхода 140 м3/с в течение всего года.

## История строительства
Схема энергетического использования р.Курейки была составлена «Ленгидропроектом» в 1961 году, где определена целесообразность использования энергии в одной ступени, со строительством ГЭС на втором пороге.
Выводы данной схемы подтвердились дополнительными исследованиями, выполненными «Сибгидропроектом» в 1973 году.

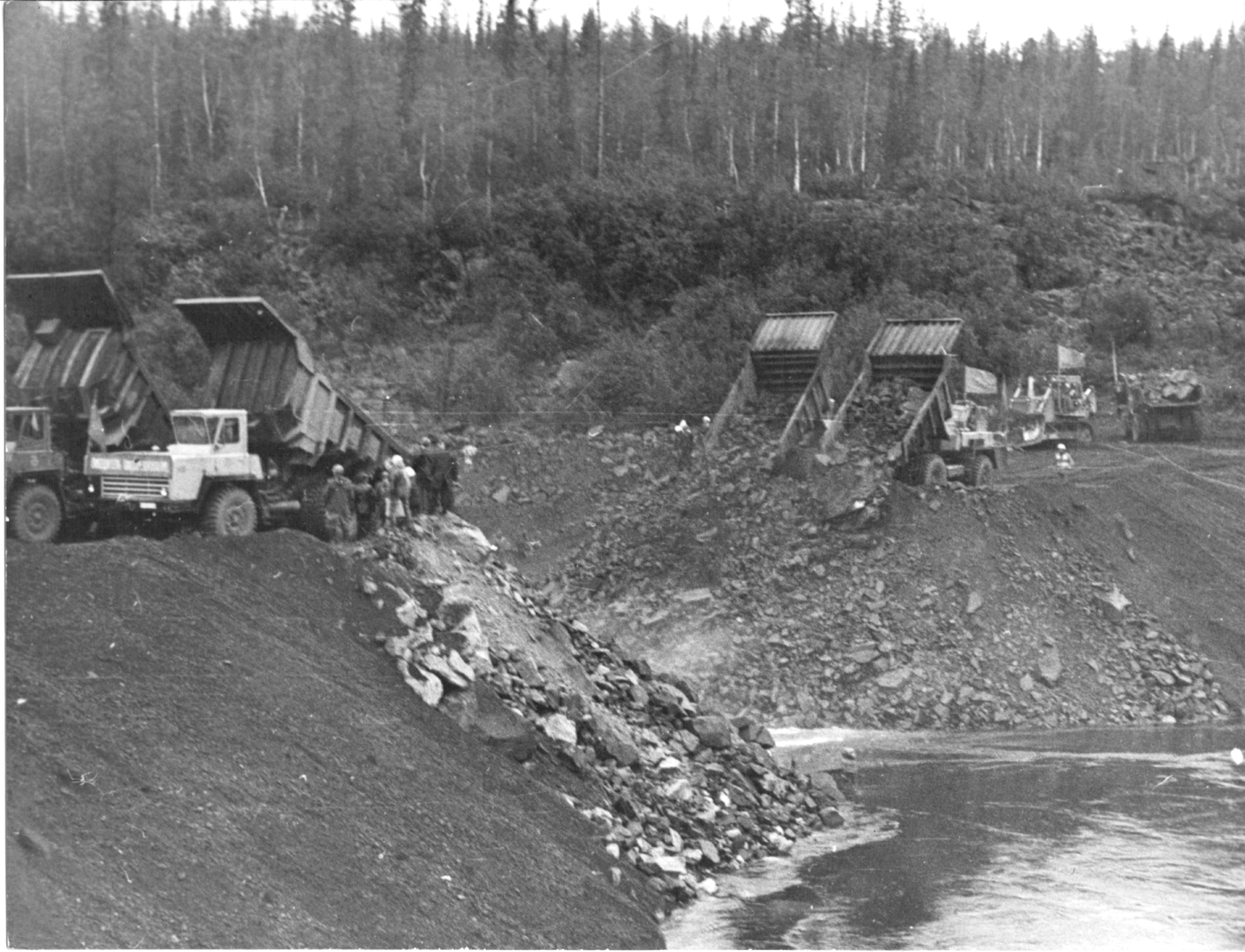

В 1975 году «Сибгидропроектом» составлено ТЭО строительства Курейской ГЭС на втором пороге р.Курейки (графитовый створ), в котором определены параметры и стоимость гидроузла. ТЭО рассмотрено и одобрено институтом «Гидропроект» (решение техсовета №31 от 14.04.1975) и утверждено Минэнерго СССР (решение №166 от 15.09.1975). В марте 1976 года ГлавНИИпроектом Минэнерго СССР выдано задание ВСО института "Гидропроект" на составление технического проекта Курейской ГЭС.

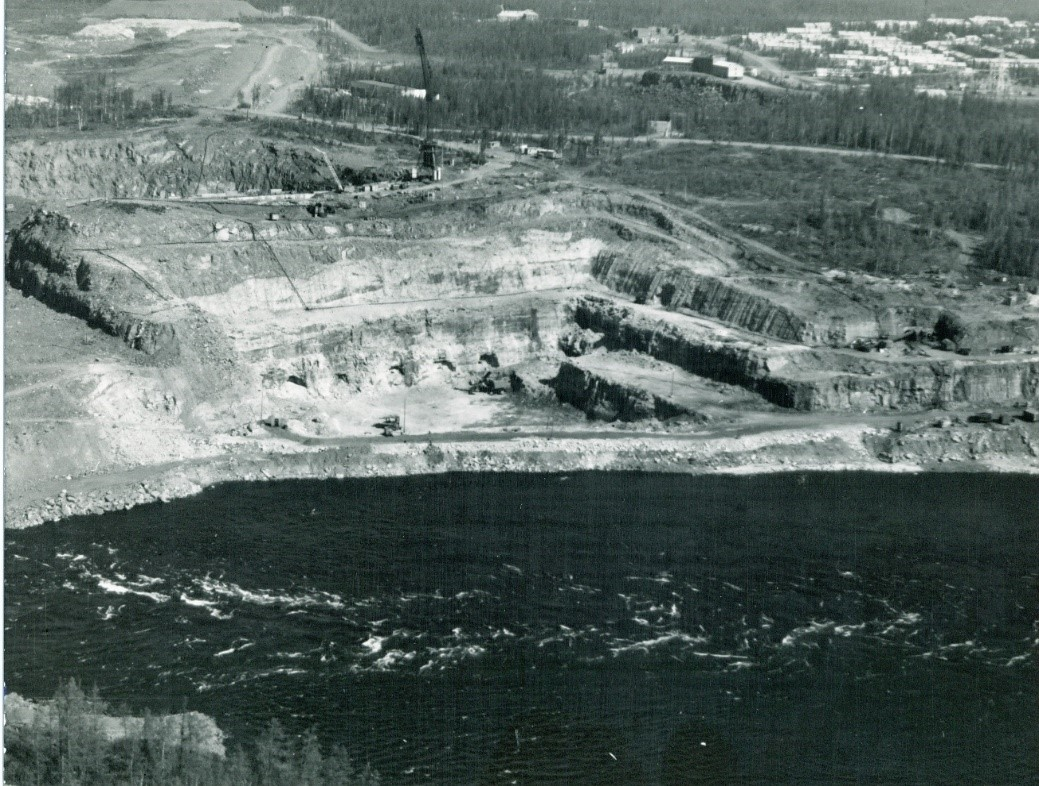
Строительство КГЭС

Курейская ГЭС оказалась одним из самых последних энергетических объектов, заложенных во времена СССР. Первая бригада строителей из 19 человек высадилась на берегах реки Курейки 4 июня 1975 года. С тех пор именно эту дату официально называют днем начала строительства Курейской гидроэлектростанции. Первый мощный взрыв, вынувший 15000 кубометров горной породы на подходе к строительному туннелю, прозвучал в апреле 1980-го, а в июле 1982 года состоялась сбойка строительного туннеля на основных этапах строительства. Укладка бетона в главные сооружения гидроузла Курейской ГЭС началась в августе 1983 года, течение Курейки было перекрыто в июле 1985 года. Возведение плотины продолжалось с 1984 по 1990 год, но несмотря на это, 1-й гидроагрегат станции был запущен в декабре 1987 года, 5-й в декабре 1994 года. Окончательная приемка Государственной комиссией и ввод в эксплуатацию Курейской ГЭС состоялись 11 декабря 2002 года

#### Хроника событий
- 4 июня, 1975 год. Десант из 19 человек высадился на берег Курейки. Эту дату принято считать началом строительства Курейской ГЭС.
- Январь, 1976 год. Крайисполком принял решение о присвоении посёлку гидростроителей Курейской ГЭС наименования «Светлогорск».
- Февраль, 1976 год. Завершено строительство зимней дороги Светлогорск — Игарка — Снежногорск.
- Июнь, 1976 год. Начали строительства домов в постоянном посёлке.
- Октябрь, 1977 год. Запущен первый дизель-генератор на ещё строящейся дизельной станции в посёлке Пионерный.
- Март, 1978 год. Рабочие прорабства Гидроспецстрой приступили к забивке свай под здание временного клуба.
- Май, 1978 год. Первый самолёт АН-2 произвёл посадку на взлётно-посадочную полосу аэропорта «Пелядка». Первая очередь аэропорта вступила в строй.
- Август, 1978 год. Бригада Ф.Б. Стрежика из прорабства Гидромонтаж приступила к монтажу мачты телецентра.
- Декабрь, 1978 год. Начал действовать ещё один участок Курейгэсстроя — лесоцех. Работа идёт под открытым небом, но тем не менее, спецнапил для детского садика и школы идёт по графику.
- Январь, 1979 год. На стройплощадке Светлогорск монтируется первый башенный кран, который будет работать на строительстве 48-квартирного жилого дома.
- Март, 1979 год. В новой пекарне испечён первый пробный каравай.
- Июнь, 1979 год. Первый кубометр бетона изготовлен на новом БСУ.
- Июль, 1979 год. Прошло опробование оборудования кислородной станции. Участки получили первые баллоны кислорода, произведённого в Светлогорске.
- Апрель, 1980 год. На основных сооружениях произведён первый массовый взрыв. Взорвано 15 тысяч кубометров скалы на подходе к строительному тоннелю.
- Июль, 1982 год. Выполнена сбойка строительного тоннеля на основных сооружениях.
- Август, 1983 год. В основные сооружения ГЭС уложен первый кубометр бетона.
- Июль, 1985 год. Произведено перекрытие Курейки.
- Декабрь, 1985 год. В основные сооружения ГЭС уложен 100 000 кубометр бетона. Организована служба эксплуатации (дирекция) Курейской ГЭС. Первый директор Курейской ГЭС — Богуш Борис Борисович.
- Август, 1986 год. В Светлогорск доставлено рабочее колесо первого агрегата.
- 29.12.1987. Первый агрегат (станционный № 5) Курейской ГЭС поставлен под промышленную нагрузку.
- 02.10.1988. Второй гидроагрегат (станционный № 4) Курейской ГЭС поставлен под промышленную нагрузку.
- 24.12.1988. Третий гидроагрегат Курейской ГЭС поставлен под промышленную нагрузку.
- 25.12.1989. Четвертый гидроагрегат (станционный № 2) Курейской ГЭС поставлен под промышленную нагрузку.
- 31.12.1994. Пущен на холостой ход пятый гидроагрегат (станционный № 1) Курейской ГЭС.
- 21.05.2003. Приказом РАО «ЕЭС России»  от № 273 утвержден Акт Центральной приемочной комиссии РАО «ЕЭС России»по приемке в эксплуатацию законченного строительством объекта мощностью 600 МВт Курейская ГЭС.
- 2007 год. Впервые с начала эксплуатации станция вышла на среднемноголетнюю проектную выработку электроэнергии 2,7 млрд. кВт·ч, выработав 2 741 310 936 кВт·ч.